# Сайос
Сайос (инари-саам. Sajos — «опорный пункт») — саамский культурный центр в посёлке Инари, административном центре одноимённой общины финской провинции Лапландия. Открылся 9 января 2012 года (ранее планировалось, что центр откроется 2 января 2012). Официальное открытие состоялось 3 апреля 2012 года.
Центр расположен на берегу реки Ютуанйоки, впадающей в озеро Инариярви. Представляет собой трёхэтажное здание, внешняя отделка которого выполнена с использованием дерева и стекла.

## История строительства
Стоимость строительства центра составила 15 миллионов евро. Средства на строительство центра Sajos частично были выделены Европейский фонд регионального развития.
Слово sajos — инари-саамское, его можно перевести как «хорошее место для костра», «хороший опорный пункт». Это название было предложено инари-саамским писателем Матти Мороттая и связано с тем обстоятельством, что Sajos посмотроен на том месте, где были найдены следы поселения древних инари-саамов.
Торжественные мероприятия, связанные с открытием Сайоса, прошли 3 апреля 2012 года. В помещении центра открылась сессия Саамского парламента Финляндии нового созыва, в тот же день состоялось открытие культурного центра. В обоих мероприятиях участвовал президент Финляндии Саули Нийнистё.

## Функции
Сайос должен стать местом сохранения и развития саамских языков и саамской культуры в Финляндии, с его помощью будут улучшены условия для ведения бизнеса саамским населением. Планируется, что культурный центр будет служить также и как информационный центр, в котором можно будет получить любые сведения, касающиеся саамов.
Сайос будет крупнейшим в северной Лапландии офисным центром и зданием для проведения конференций и других масштабных мероприятий; площадь его внутренних помещений составит 4700 квадратных метров. Здесь разместятся Саамский парламент Финляндии, администрация общины Инари, Саамский архив (северносаам. Sámi arkiiva), Служба саамского радио (Sámi girjerádju), Учебный центр инари-саамского языка (Anarâškielâ servi rs), Центр саамских ремёсел (Sámi duodji) и другие учреждения (Lappi guovlluhálddahusa sámiskuvlenossodat, Sámi oahpahusguovddáš, SámiSoster-searvi). В здании будет находиться конференц-зал на 500 человек и ресторан Gálla на 60 человек. Несмотря на открытие центра 9 января 2012 года, требуется ещё достаточно много времени для того, чтобы реализовать все намеченные планы по его обустройству.
По данным Саамского парламента численность саамов в Финляндии составляет около 8700 человек, из которых в пределах Саамского региона живут приблизительно 3400 человек, то есть около 40 процентов от их общего числа.

## Сиида
Рядом с культурным центром находится выставочный центр «Сиида», в рамках которого действуют Саамский музей и Природный центр Верхней Лапландии.